# Daniel Dillon
Daniel James Dillon (ur. 19 marca 1986 w Melbourne) – australijski koszykarz, występujący na pozycjach obrońcy.
W 2008 roku rozegrał jedno spotkanie w letniej lidze NBA, w barwach Milwaukee Bucks.
W sierpniu 2015 został zawodnikiem PGE Turowa Zgorzelec. 14 sierpnia 2018 dołączył do francuskiego Paris Basketball, występującego w lidze Pro-B (II liga francuska).
24 lutego 2020 dołączył do Polpharmy Starogard Gdański.

## Osiągnięcia
Stan na 14 lipca 2020, o ile nie zaznaczono inaczej.
Drużynowe
- Mistrz:
  - Australii (2009, 2018)
  - ligi Big V (2011 – Australia)
- Wicemistrz:
  - Australii (2011)
  - Rumunii (2014)
- Finalista pucharu Rumunii (2014)
- Uczestnik rozgrywek EuroChallenge (2014, 2015)[5]

Indywidualne
- Uczestnik meczu gwiazd ligi rumuńskiej (2014, 2015)
- MVP 15. kolejki TBL (styczeń 2016)[6]